# UAU!
UAU! fue un programa de televisión español perteneciente al género conocido como late show, conducido por el actor Santi Millán y dirigido por el propio Millán y por Jordi Roca. Producido por Zoopa se emitió en el canal Cuatro de abril a julio de 2010.

## Secciones
- La entrevista del día: La entrevista del día estará repleta de acciones y juegos con el invitado. A lo largo de ella, Santi Millán lee algunas de las preguntas formuladas por el público en plató, en sms o desde las distintas redes sociales. La entrevista es un juego en el que todo tiene cabida: objetos, videos, fotos e, incluso, otros invitados relacionados con el invitado principal.

- Noticias con Especialistas: Los Especialistas Secundarios traen consigo las noticias del día desde su propio ángulo. Ellos repasan la actualidad con imágenes, grafismos, sketchs o personajes interpretados por los propios Especialistas y el actor secundario Bep.

- Sexo y más, con Susanna Bergés: Susanna Bergés analiza con mucho rigor y mucho cachondeo los temas más calientes, como el sexo en Sex'o'rama y Dating. Además, se ocupa del Machismo en las mujeres e Inventos del mundo.

- A ranking diario: David Broncano trae lo más feo, lo más cutre, lo más friki, lo más absurdo, y lo ordena de peor a peor en un ranking hilarante.

- La puerta teletransportadora: Santi Millán utiliza este recurso para enlazar con otros ambientes, a veces muy lejanos del planeta UAU!

- Los jueves, vamos de boda: Todos los jueves, habrá una boda en plató como Elvis manda. Los interesados pueden cumplir su sueño de casarse al más puro estilo Las Vegas en el plató de UAU! a través de la web de cuatro.

- Santifícate: A través de Facebook podrás confesar tus peores pecados y obtener la absolución de Santi Millán. Los pecadores más canallas podrán asistir como público vip al programa.

- Uau qué Mundial: Nico Abad ofrece las mejores imágenes de la jornada del Mundial de Fútbol 2010.

- Todas semos personas: Susanna Bergés ofrece imágenes que ponen en entredicho la belleza de las famosas.

## El equipo
- Los Especialistas Secundarios: Son Íñigo Espinosa, Javier Hernáez (Nane) y Armand Anjaumà, tres creadores especializados en hacer humor con una mirada tierna y sin prejuicios.

En los últimos años, Los Especialistas Secundarios han experimentado en el campo de la televisión trabajando para formatos veteranos (el caso de Iñigo en Buenafuente) y abriendo sus propias vías (Premio Ondas 2005, Animales Secundarios en La Sexta o Disculpin la Interrupció en el Canal Catalán de TVE). 
- David Broncano: David Broncano ha colaborado en Estas no son las noticias. Además, ha participado en los shows de monólogos de Paramount Comedy, donde se ha podido apreciar su talento para contar historias. En UAU!, entre otras cosas, se ensaña con la programación de televisión en horario de madrugada, y nos ofrece los rankings más disparatados y junto a Castelo nos enseñaran las noticias de la forma más absurda. David es, además, el enlace de UAU! con las redes sociales.

- Toni Moog: Una carrera fulgurante: Paramount Comedy le dio la oportunidad ante una pantalla, Manel Fuentes y Homo Zapping de dieron la popularidad. También colaboró en programas como Boquería 357, junto a Santi Millán, Oikments?, y La Tribu, junto a Javier Sardá y Mercedes Milá.

Como monologuista, Toni Moog está instalado en el Teatro Maravillas de Madrid después de haber batido todos los récords de taquilla en el Club Capitol de Barcelona. Le preceden innumerables tours por todo el país con espectáculos como La Cocina de los Monólogos y Wanted, con Agustín Jiménez, Santi Rodríguez, Paco León y Santi Millán. En UAU! es, además de ventrílocuo frustrado, el taxista que cada noche lleve a Santi Millán hasta el plató.
- Susanna Bergés: Muy conocida en Cataluña por Estiu en directe, La nit en directe, el zapping 'TVist' y Boquería 357. Últimamente, la hemos visto con Julia Otero en el programa de TV3 Oikments?, con Manel Fuentes en Malas compañías, y como parte del equipo de Llucià Ferrer en Cataluña Radio.

Susanna aborda cada noche los asuntos más picantes. Del sexo al horóscopo pasando por la ropa interior o el mundo de la pareja, todo con el punto 'UAU!'.
- Luis Pardo: Los espectadores se quedan boquiabiertos ante las actuaciones de este mentalista, que ha sido galardonado con el Premio Nacional de Mentalismo. Luis realiza una experiencia arriesgada, incluso mortal en algunas ocasiones, cada semana, hará escapes imposibles, actuará con el invitado e hipnotizará a los espectadores.

- Antonio Castelo:

Será el guionista que da la cara. Ex Caiga Quien Caiga y creador de la webserie Tú antes molabas, nos ofrece junto a Broncano las noticias del día.
- Nico Abad:

Durante el mes de competición del Mundial de Fútbol 2010 se encarga de ofrecer las imágenes más divertidas de la jornada, además conectara en directo con Juanma Castaño desde Sudáfrica. Nico ha presentado numerosos programas de Cuatro entre ellos Soy el que más sabe de televisión del mundo o Football Cracks. Ha participado además, en los últimos eventos futbolísticos de cuatro. Actualmente presenta además la sección deportiva de los fines de semana de Noticias Cuatro.

## Audiencias
| Programa | Fecha               | Espectadores | Cuota de audiencia | Invitado/s                                         |
| -------- | ------------------- | ------------ | ------------------ | -------------------------------------------------- |
| 1        | 12 de abril de 2010 | 361.000      | 7,9                | Pilar Rubio                                        |
| 2        | 13 de abril de 2010 | 512.000      | 8,5                | Thalía Javier Cámara Carmen Machi                  |
| 3        | 14 de abril de 2010 | 530.000      | 10,8               | Samanta Villar                                     |
| 4        | 15 de abril de 2010 | 362.000      | 5,4                | Florentino Fernández                               |
| 5        | 19 de abril de 2010 | 273.000      | 6,6                | Jesús Calleja Ana Milán Tània Sàrrias Silvia Abril |
| 6        | 20 de abril de 2010 | 322.000      | 5,0                | Paula Echevarría Jon Sistiaga                      |
| 7        | 21 de abril de 2010 | 259.000      | 6,6                | Marta Torné Fran Perea                             |
| 8        | 22 de abril de 2010 | 437.000      | 7,5                | Jorge Javier Vázquez                               |
| 9        | 26 de abril de 2010 | 322.000      | 7,3                | Miguel Ángel Muñoz Inma Cuesta                     |
| 10       | 27 de abril de 2010 | 429.000      | 7,0                | Chenoa                                             |
| 11       | 28 de abril de 2010 | 230.000      | 5,7                | Paz Padilla                                        |
| 12       | 29 de abril de 2010 | 224.000      | 4,5                | Nuria Roca                                         |
| 13       | 3 de mayo de 2010   | 288.000      | 6,5                | Gorka Otxoa Rosa López                             |
| 14       | 4 de mayo de 2010   | 344.000      | 5,5                | David Bustamante                                   |
| 15       | 5 de mayo de 2010   | 212.000      | 5,0                | Los Morancos                                       |
| 16       | 6 de mayo de 2010   | 329.000      | 4,7                | Ana de Armas Rafael Ferrer (Faeloh)                |
| 17       | 10 de mayo de 2010  | 246.000      | 5,3                | Úrsula Corberó                                     |
| 18       | 11 de mayo de 2010  | 388.000      | 6,6                | Natasha Yarovenko                                  |
| 19       | 12 de mayo de 2010  | 293.000      | 7,2                | Edurne Daniel Diges                                |
| 20       | 13 de mayo de 2010  | 280.000      | 4,5                | Rudy Fernández                                     |
| 21       | 17 de mayo de 2010  | 300.000      | 7,3                | Antonio Gala Rafael Ferrer (Faeloh)                |
| 22       | 18 de mayo de 2010  | 340.000      | 6,1                | Leonor Watling                                     |
| 23       | 19 de mayo de 2010  | 259.000      | 5,7                | Nacho Vidal                                        |
| 24       | 20 de mayo de 2010  | 324.000      | 5,2                | Estopa                                             |
| 25       | 24 de mayo de 2010  | 295.000      | 6,9                | Ana Fernández                                      |
| 26       | 25 de mayo de 2010  | 388.000      | 7,7                | Rafa Méndez Aitor Ocio                             |
| 27       | 26 de mayo de 2010  | 297.000      | 8,1                | Dafne Fernández                                    |
| 28       | 27 de mayo de 2010  | 281.000      | 5,2                | Jalis de la Serna Sonia López                      |
| 29       | 31 de mayo de 2010  | 291.000      | 7,1                | Marc Gasol                                         |
| 30       | 1 de junio de 2010  | 390.000      | 7,8                | Imanol Arias                                       |
| 31       | 2 de junio de 2010  | 295.000      | 6,7                | David Bisbal                                       |
| 32       | 3 de junio de 2010  | 297.000      | 5,0                | Lola González Sergio Alcover                       |
| 33       | 7 de junio de 2010  | 302.000      | 6,9                | Lolita Flores                                      |
| 34       | 8 de junio de 2010  | 350.000      | 6,4                | Miguel Ángel Rodríguez "El Sevilla"                |
| 35       | 9 de junio de 2010  | 321.000      | 7,5                | Olivia Molina Marc Clotet Álex Barahona            |
| 36       | 10 de junio de 2010 | 306.000      | 5,2                | Edurne Pasaban Adela Úcar                          |
| 37       | 14 de junio de 2010 | 319.000      | 6,6                | Luján Argüelles Peret                              |
| 38       | 15 de junio de 2010 | 370.000      | 5,9                | Flipy Pignoise                                     |
| 39       | 16 de junio de 2010 | 370.000      | 5,9                | Javier Gurruchaga Tania Llasera                    |
| 40       | 17 de junio de 2010 | 336.000      | 5,1                | Rafael Amargo Vicky Gómez                          |
| 41       | 21 de junio de 2010 | 260.000      | 7,5                | Bruce Willis                                       |
| 42       | 22 de junio de 2010 | 250.000      | 3,5                | Dani Martín                                        |
| 43       | 23 de junio de 2010 | 359.000      | 5,9                | Luis Fernández "Perla"                             |
| 44       | 24 de junio de 2010 | 323.000      | 4,7                | Paula Vázquez                                      |
| 45       | 28 de junio de 2010 | 409.000      | 7,8                | Anna Simon Romina Belluscio Paula Garber           |
| 46       | 29 de junio de 2010 | 409.000      | 3,6                | Jason Derulo                                       |
| 47       | 30 de junio de 2010 | 261.000      | 4,7                | Marta Torné                                        |
| 48       | 1 de julio de 2010  | 253.000      | 3,8                | Iván Massagué Hiba Aboukhris Arturo Valls          |
| 49       | 5 de julio de 2010  | 270.000      | 8,4                | Álex González                                      |
| 50       | 6 de julio de 2010  | 358.000      | 4,8                | David Otero Laura Sánchez                          |
| 51       | 7 de julio de 2010  | 224.000      | 8,1                | Vaughan                                            |
| 52       | 8 de julio de 2010  | 231.000      | 3,3                | Mejores Momentos de la temporada                   |